# The Stone Roses
The Stone Roses foi uma banda inglesa de rock formada em Manchester, Reino Unido em 1983. Um dos primeiros grupos do movimento conhecido como madchester do fim da década de 1980 e início da década de 1990, a clássica e mais popular formação da banda consistia no vocalista Ian Brown, o guitarrista John Squire, o baixista Mani e o baterista Reni.
Lançaram seu álbum de estreia, The Stone Roses, em 1989. Neste ponto, o grupo decidiu ampliar sua visibilidade mudando-se para uma grande gravadora. O selo deles na época, Silvertone Records, não quis encerrar o contrato, o que levou a uma grande batalha judicial que culminou na banda assinando com a Geffen Records em 1991.
Os Stone Roses então lançaram seu segundo álbum, Second Coming, em 1994, que recebeu críticas mistas. O grupo chegou ao fim após várias mudanças na formação para turnês, que começou com a saída de Reni no começo de 1995, seguido por Squire em abril de 1996. Brown e Mani finalizaram a banda em outubro de 1996 logo após uma apresentação no Festival de Reading.
Após muita especulação da mídia, os Stone Roses anunciaram em uma coletiva de imprensa em 18 de outubro de 2011 que iriam se reunir para uma turnê mundial em 2012, com três grandes apresentações já marcadas no Heaton Park, Manchester. Os planos para gravar um terceiro álbum estavam em aberto mas apenas dois singles foram lançados. Em junho de 2013, um documentário sobre a reunião da banda dirigido por Shane Meadows e intitulado The Stone Roses: Made of Stone foi lançado.
Em 2016, lançaram seu primeiro material novo em mais de duas décadas. Eles continuaram se apresentando até 2017, quando Brown indicou que a banda teria acabado novamente, o que só foi confirmado em 2019 por Squire.

## História
A banda lançou seu primeiro álbum, The Stone Roses, em 1989. O álbum trouxe sucesso e exposição para a banda. Nesse momento, o Stone Roses decidiu capitalizar seu êxito, assinando com uma grande gravadora, no entanto, sua atual gravadora Silvertone os impediu por causa de seu contrato, o que levou a uma longa batalha legal que culminou com a assinatura de banda com Geffen Records em 1991 para, finalmente, lançar seu segundo álbum, Second Coming, 1994. O grupo se desfez logo após diversas mudanças na formação ao longo da turnê de promocional, que começou com a saída de Reni, seguido por Squire. 
Em 1995, a Silvertone  lançou a compilação The Complete Stone Roses, com singles e b-sides de músicas do grupo, muito elogiada pela critica e por fãs, a coletânea passou por um processo de re-engenharia de som feito pelo selo, de forma que as versões das músicas do CD são ligeiramente diferentes (no aspecto sonoro) das lançadas originalmente em LP.
Em Outubro de 2011, 15 anos depois de se terem separado, a banda anunciou o regresso aos palcos, com duas datas de concertos agendadas para 2012 e a possibilidade de um terceiro álbum.

## Estilo musical e influências
Entre as influências dos Stone Roses incluem-se os gêneros garage rock, electronic dance music, krautrock, northern soul, punk rock, reggae, soul e artistas como The Beatles, The Rolling Stones, Simon and Garfunkel, The Smiths, The Byrds, Jimi Hendrix, Led Zeppelin, The Jesus and Mary Chain, Sex Pistols e The Clash.
A banda surgiu em meio à cena musical conhecida como madchester, que misturava os estilos rock alternativo, rock psicodélico e electronic dance music.
Eles próprios foram grande influência para muitos artistas, mais notavelmente para o grupo Oasis, o qual seu líder, o guitarrista e vocalista Noel Gallagher, comentou em uma entrevista "quando ouvi 'Sally Cinnamon' pela primeira vez, tive certeza do que seria no futuro". O vocalista do Oasis e irmão de Noel, Liam Gallagher, comentou que os Stone Roses foram a primeira banda que ele viu ao vivo e que este acontecimento o influenciou fortemente a virar músico.

## Integrantes
- Ian Brown – vocal, percussão, bongôs (1983–1996, 2011–2017)
- John Squire – guitarra, vocal de apoio (1983–1996, 2011–2017)
- Mani (Gary Mounfield) – baixo (1987–1996, 2011–2017)
- Reni (Alan Wren) – bateria, percussão, vocal de apoio (1984–1995, 2011–2017)
- Pete Garner – baixo (1983–1987)
- Andy Couzens – guitarra rítmica, vocal de apoio (1983–1986)
- Simon Wolstencroft – bateria (1983–1984)
- Rob Hampson – baixo (1987)
- Robbie Maddix – bateria, vocal de apoio (1995–1996)
- Nigel Ippinson – teclado, vocal de apoio (1995–1996)
- Aziz Ibrahim – guitarra (1996)

## Discografia

### Álbuns de estúdio
| Ano  | Detalhes                                                                                                  | Melhor posição nas paradas musicais | Melhor posição nas paradas musicais | Melhor posição nas paradas musicais | Melhor posição nas paradas musicais | Melhor posição nas paradas musicais | Melhor posição nas paradas musicais | Melhor posição nas paradas musicais | Melhor posição nas paradas musicais | Melhor posição nas paradas musicais | Melhor posição nas paradas musicais | Melhor posição nas paradas musicais | Melhor posição nas paradas musicais | Melhor posição nas paradas musicais | Certificações     |
| Ano  | Detalhes                                                                                                  | GBR                                 | AUS                                 | AUT                                 | CAN                                 | ALE                                 | IRL                                 | JPN                                 | HOL                                 | NZL                                 | NOR                                 | SUE                                 | SUI                                 | EUA                                 | Certificações     |
| ---- | --- | ----------------------------------- | ----------------------------------- | ----------------------------------- | ----------------------------------- | ----------------------------------- | ----------------------------------- | ----------------------------------- | ----------------------------------- | ----------------------------------- | ----------------------------------- | ----------------------------------- | ----------------------------------- | ----------------------------------- | ----------------- |
| 1989 | The Stone Roses - Gravadora: Silvertone - Lançamento: abril / maio de 1989 - Formato: CD, cassete, LP, MD | 5                                   | 36                                  | —                                   | 62                                  | —                                   | 3                                   | 82                                  | 44                                  | 11                                  | 12                                  | 30                                  | —                                   | 86                                  | - BPI: 4× platina |
| 1994 | Second Coming - Gravadora: Geffen - Lançamento: 5 de dezembro de 1994 - Formato: CD, cassete, LP          | 4                                   | 17                                  | 35                                  | 24                                  | 57                                  | 53                                  | 24                                  | 61                                  | 38                                  | —                                   | 26                                  | 35                                  | 47                                  | - BPI: 2× platina |

### Coletâneas
| Ano  | Detalhes | Melhor posição nas paradas musicais | Melhor posição nas paradas musicais | Melhor posição nas paradas musicais | Certificações     |
| Ano  | Detalhes | GBR                                 | AUS                                 | IRL                                 | Certificações     |
| ---- | --- | ----------------------------------- | ----------------------------------- | ----------------------------------- | ----------------- |
| 1992 | Turns Into Stone - Gravadora: Silvertone - Lançamento: 20 de julho de 1992 - Formato: CD, cassete, LP, 2xLP          | 32                                  | 189                                 | —                                   | - BPI: ouro       |
| 1995 | The Complete Stone Roses - Gravadora: Silvertone - Lançamento: 15 de maio de 1995 - Formato: CD, 2xCD, cassete, 2xLP | 4                                   | 109                                 | —                                   | - BPI: platina    |
| 1996 | Garage Flower - Gravadora: Garage Flower Records - Lançamento: 25 de novembro de 1996 - Formato: CD, cassete, LP     | 58                                  | —                                   | —                                   |                   |
| 2000 | The Remixes - Gravadora: Silvertone - Lançamento: 21 de novembro de 2000 - Formato: CD, 2xLP                         | 41                                  | 236                                 | —                                   | - BPI: prata      |
| 2002 | The Very Best of The Stone Roses - Gravadora: Silvertone - Lançamento: 4 de novembro de 2002 - Formato: CD, 2xLP     | 13                                  | 275                                 | 9                                   | - BPI: 3× platina |
| 2010 | Collection - Gravadora: Sony Music - Lançamento: 30 de agosto de 2010 - Formato: CD                                  | —                                   | —                                   | —                                   | - BPI: ouro       |

### Singles
| Ano  | Título                                     | Melhor posição nas paradas musicais | Melhor posição nas paradas musicais | Melhor posição nas paradas musicais | Melhor posição nas paradas musicais | Melhor posição nas paradas musicais | Melhor posição nas paradas musicais | Melhor posição nas paradas musicais | Melhor posição nas paradas musicais | Certificações   | Álbum                                     |
| Ano  | Título                                     | GBR                                 | AUS                                 | CAN                                 | IRL                                 | HOL                                 | NZL                                 | SUE                                 | EUA Alt.                            | Certificações   | Álbum                                     |
| ---- | ------------------------------------------ | ----------------------------------- | ----------------------------------- | ----------------------------------- | ----------------------------------- | ----------------------------------- | ----------------------------------- | ----------------------------------- | ----------------------------------- | --------------- | ----------------------------------------- |
| 1985 | "So Young/Tell Me"                         | —                                   | —                                   | —                                   | —                                   | —                                   | —                                   | —                                   | —                                   |                 | Singles sem álbum                         |
| 1987 | "Sally Cinnamon"                           | —                                   | —                                   | —                                   | —                                   | —                                   | —                                   | —                                   | —                                   | - BPI: prata    | Singles sem álbum                         |
| 1988 | "Elephant Stone"                           | —                                   | —                                   | —                                   | —                                   | —                                   | —                                   | —                                   | —                                   |                 | Singles sem álbum                         |
| 1989 | "Made of Stone"                            | 90                                  | —                                   | —                                   | —                                   | —                                   | —                                   | —                                   | —                                   | - BPI: prata    | The Stone Roses                           |
| 1989 | "She Bangs the Drums"                      | 34                                  | 128                                 | —                                   | —                                   | —                                   | 37                                  | —                                   | 9                                   | - BPI: ouro     | The Stone Roses                           |
| 1989 | "I Wanna Be Adored"                        | —                                   | —                                   | —                                   | —                                   | —                                   | —                                   | —                                   | 18                                  | - BPI: ouro     | The Stone Roses                           |
| 1989 | "Fools Gold/What the World Is Waiting For" | 8                                   | 13                                  | —                                   | 9                                   | 10                                  | —                                   | —                                   | 5                                   | - BPI: ouro     | Singles sem álbum                         |
| 1990 | "Sally Cinnamon" (relançamento)            | 46                                  | —                                   | —                                   | —                                   | —                                   | —                                   | —                                   | —                                   | - BPI: prata    | Singles sem álbum                         |
| 1990 | "Elephant Stone" (relançamento)            | 8                                   | 86                                  | —                                   | 4                                   | —                                   | —                                   | —                                   | —                                   |                 | Singles sem álbum                         |
| 1990 | "Made of Stone" (relançamento)             | 20                                  | —                                   | 12                                  | —                                   | —                                   | —                                   | —                                   | - BPI: prata                        | The Stone Roses |                                           |
| 1990 | "One Love"                                 | 4                                   | 79                                  | —                                   | 6                                   | 65                                  | 28                                  | —                                   | 9                                   |                 | Single sem álbum                          |
| 1991 | "I Wanna Be Adored" (relançamento)         | 20                                  | 141                                 | —                                   | 21                                  | —                                   | —                                   | —                                   | —                                   | - BPI: ouro     | The Stone Roses                           |
| 1991 | "Waterfall"                                | 27                                  | —                                   | —                                   | —                                   | —                                   | —                                   | —                                   | —                                   | - BPI: ouro     | The Stone Roses                           |
| 1992 | "I Am the Resurrection"                    | 33                                  | —                                   | —                                   | —                                   | —                                   | —                                   | —                                   | —                                   | - BPI: prata    | The Stone Roses                           |
| 1992 | "Fools Gold" (relançamento)                | 73                                  | —                                   | —                                   | —                                   | —                                   | —                                   | —                                   | —                                   | - BPI: ouro     | lançado junto de Turns Into Stone         |
| 1994 | "Love Spreads"                             | 2                                   | 36                                  | 67                                  | 8                                   | —                                   | 23                                  | 13                                  | 2                                   | - BPI: prata    | Second Coming                             |
| 1995 | "Ten Storey Love Song"                     | 11                                  | 103                                 | —                                   | —                                   | —                                   | —                                   | —                                   | —                                   |                 | Second Coming                             |
| 1995 | Fools Gold '95                             | 25                                  | —                                   | —                                   | —                                   | —                                   | —                                   | —                                   | —                                   | - BPI: ouro     | lançado junto de The Complete Stone Roses |
| 1995 | "Begging You"                              | 15                                  | 111                                 | —                                   | 30                                  | —                                   | —                                   | —                                   | —                                   |                 | Second Coming                             |
| 1996 | Crimson Tonight (EP ao vivo)               | —                                   | 152                                 | —                                   | —                                   | —                                   | —                                   | —                                   | —                                   |                 | versões originais em Second Coming        |
| 1999 | "Fools Gold" (remix)                       | 25                                  | 87                                  | —                                   | —                                   | —                                   | —                                   | —                                   | —                                   | - BPI: ouro     | lançado junto de The Remixes              |
| 2016 | "All for One"                              | 17                                  | 264                                 | —                                   | 49                                  | —                                   | —                                   | —                                   | —                                   |                 | Singles sem álbum                         |
| 2016 | "Beautiful Thing"                          | 21                                  | —                                   | —                                   | 61                                  | —                                   | —                                   | —                                   | —                                   |                 | Singles sem álbum                         |

## Prêmios e indicações
Em 1990, foram indicados como Melhor Revelação Britânica nos Brit Awards. No ano seguinte, foram indicados a Melhor Grupo Britânico na mesma premiação. Em 2010, receberam um prêmio especial nos MOJO Awards. Ganharam no total seis Prêmios NME, incluindo nas categorias Melhor Revelação, Banda do Ano, Single do Ano e Álbum do Ano. Foram indicados quatro vezes aos Q Awards.
O álbum de estreia da banda foi muitas vezes listado como o melhor de todos os tempos e/ou do Reino Unido:
- Em 2003 a NME elegeu o disco como o melhor de todos os tempos;[56]
- Em junho de 2004 o jornal britânico The Observer o escolheu como o melhor disco britânico de todos os tempos, à frente de The Beatles e Rolling Stones, em uma enquete realizada entre jornalistas e músicos;[57]
- Em 2006 a NME escolheu o disco como o melhor álbum britânico de todos os tempos.[56]